# Tecla Marinescu
Tecla Marinescu-Borcănea (* 4. Januar 1960 in Constanța) ist eine ehemalige rumänische Kanutin.

## Karriere
Bei den Olympischen Spielen 1984 in Los Angeles gehörte Tecla Marinescu zum rumänischen Aufgebot im Vierer-Kajak über die 500 Meter. Da nur sieben Mannschaften vertreten waren, gab es keine Vorrunden. Die Rumäninnen überquerten nach 1:38,34 Minuten als Erste die Ziellinie, womit sie mit 0,53 Sekunden Vorsprung vor den zweitplatzierten Schwedinnen und 1,06 Sekunden Vorsprung vor den Kanadierinnen auf Platz drei Olympiasiegerinnen wurden. Neben Marinescu sicherten sich Agafia Constantin, Nastasia Ionescu und Maria Ștefan die Goldmedaille. Sie trat außerdem im Wettbewerb mit dem Einer-Kajak an, mit dem sie sich als Dritte im Vorlauf für das Finale qualifizierte. Mit einer Rennzeit von 2:00,12 Minuten verpasste sie als Vierte knapp einen weiteren Medaillengewinn, sie erreichte nur eine Hundertstelsekunde hinter Annemiek Derckx das Ziel.
Mit dem Kajak-Vierer hatte sie bereits ein Jahr zuvor in Tampere die Bronzemedaille auf der 500-Meter-Strecke bei den Weltmeisterschaften gewonnen. Diesen Erfolg wiederholte sie nochmals 1986 in Montreal.